# شارولاتا
شارولاتا (به هندی: Charulata) فیلمی محصول سال ۱۹۶۴ و به کارگردانی ساتیاجیت رای است. در این فیلم بازیگرانی همچون سومیترا چاترجی، مادهابی موکرجی، سایلین موکرجی، سیامال غوسال ایفای نقش کرده‌اند.